# ۱۳۸۰ (خورشیدی)
سال ۱۳۸۰ هجری خورشیدی، سالی عادی است.

## نام‌گذاری‌ها
- این سال در گاه‌شماری حیوانی سال مار (蛇) است.

## رویدادها
- خرداد - انتخاب سید محمد خاتمی به ریاست جمهوری
- ۲۰مرداد_سیل ۱۳۸۰ گلستان با خسارت فراوان و ۵۰۰ نفر کشته
- ۲۰ شهریور - حملهٔ تروریستی ۱۱ سپتامبر به برج‌ها دوقلو نیویورک با حدود ۳ هزار کشته.
- ۱۵ مهر - آغاز یورش آمریکا به افغانستان برای سرنگونی طالبان
- ۱۰ بهمن - نام برده شدن از ایران در کنار عراق و کره شمالی به عنوان 'محور شرارت' توسط جورج بوش
- سقوط هواپیما توپولوف تهران - خرم‌آباد در سفیدکوه و کشته شدن هر ۱۱۹ مسافر این هواپیما

## زادروزها

### فروردین
- ۱ فروردین - نوید محمدی، کاراته‌کا
- ۲ فروردین - مرضیه فیضی، فوتبالیست
- ۲۰ فروردین - امیرحسین توخته، والیبالیست
- ۲۰ فروردین - ابوالفضل سلیمانی، فوتبالیست
- ۲۳ فروردین - سینا سعیدی‌فر، فوتبالیست
- ۲۴ فروردین - محمدحسین اسلامی، فوتبالیست
- ۲۵ فروردین - علی رمضانی، فوتبالیست
- ۲۶ فروردین - سینا عبداللهی، فوتبالیست

### اردیبهشت‌
- ۱۴ اردیبهشت - حسین گودرزی، فوتبالیست
- ۲۲ اردیبهشت - گلنوش خسروی، فوتبالیست
- ۲۲ اردیبهشت - سامان فلاح، فوتبالیست
- ۲۴ اردیبهشت - علی زارع، فوتبالیست

### خرداد
- ۲۶ خرداد - فاطمه خیشوند، شخصیت اینترنتی

### تیر

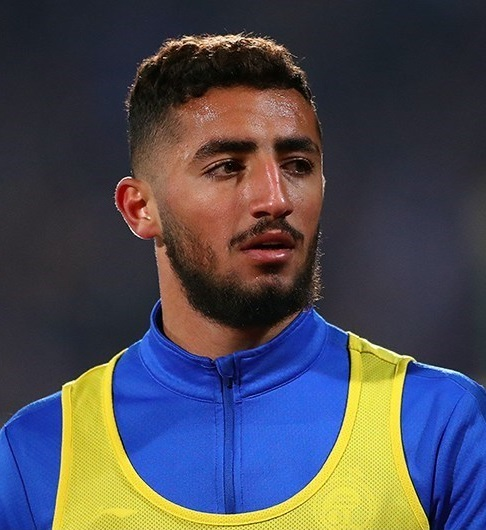
اللهیار صیادمنش

- ۸ تیر - اللهیار صیادمنش، فوتبالیست

### مرداد

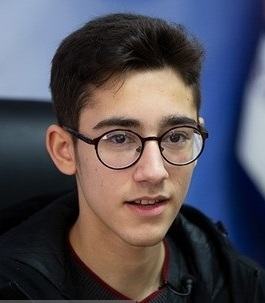
آرین غلامی

- ۴ مرداد - آرین غلامی، شطرنج‌باز
- ۲۵ مرداد - متین پارسا، فوتبالیست

### شهریور
- ۷ شهریور - محمدجواد کیا، فوتبالیست
- ۱۲ شهریور - گیسا بایبوردی، عضو تیم ملی تیراندازی با کمان

### آبان

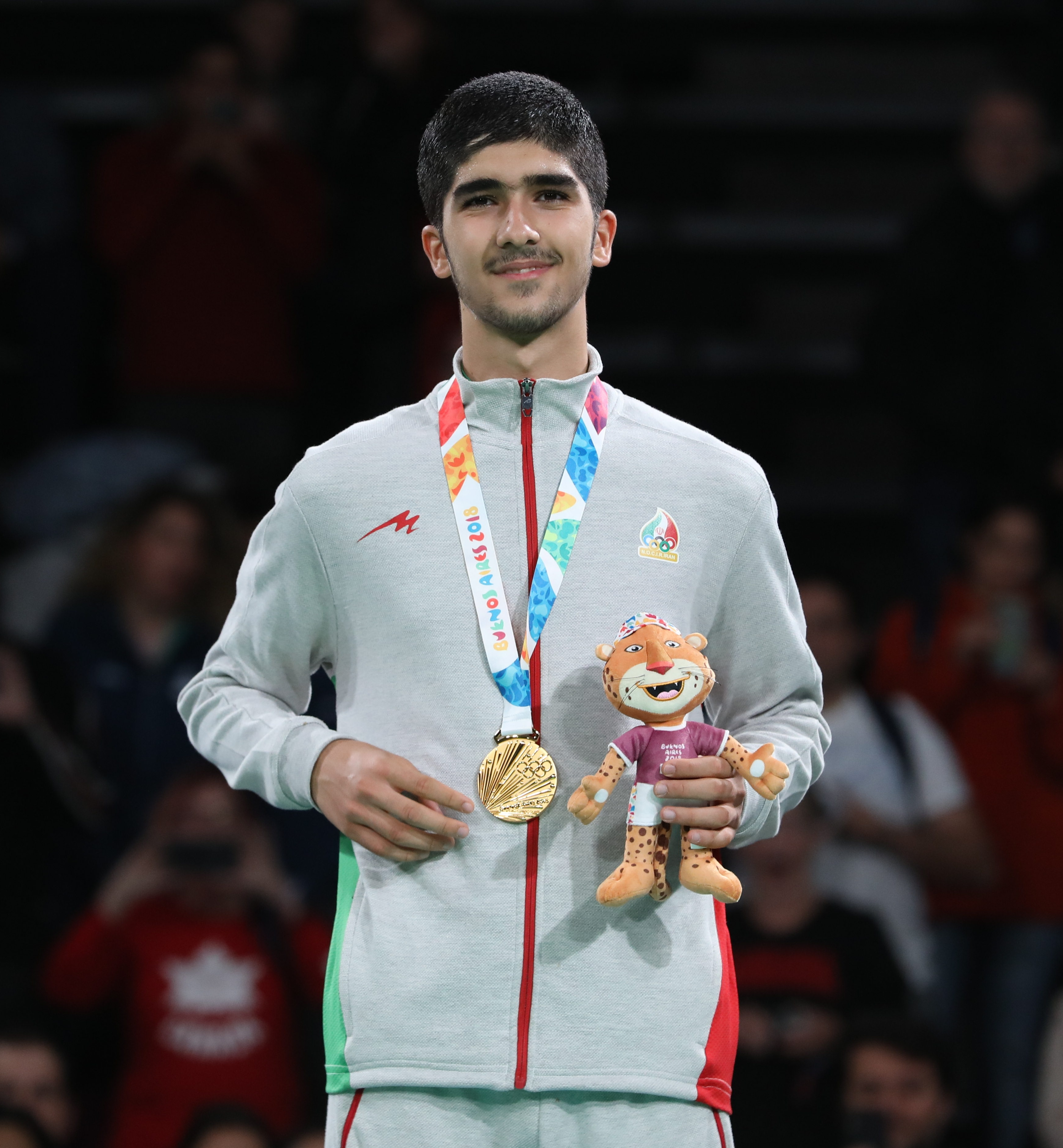
2018-10-11 Victory ceremony (Taekwondo Boys +73kg) at 2018 Summer Youth Olympics by Sandro Halank–026

- ۵ آبان - مهدی هاشم‌نژاد، فوتبالیست
- ۷ آبان - فردین رابط، فوتبالیست
- ۱۲ آبان - محمدعلی خسروی، تکواندوکار
- ۲۷ آبان - سپیده عظیمی، هندبالیست

### آذر

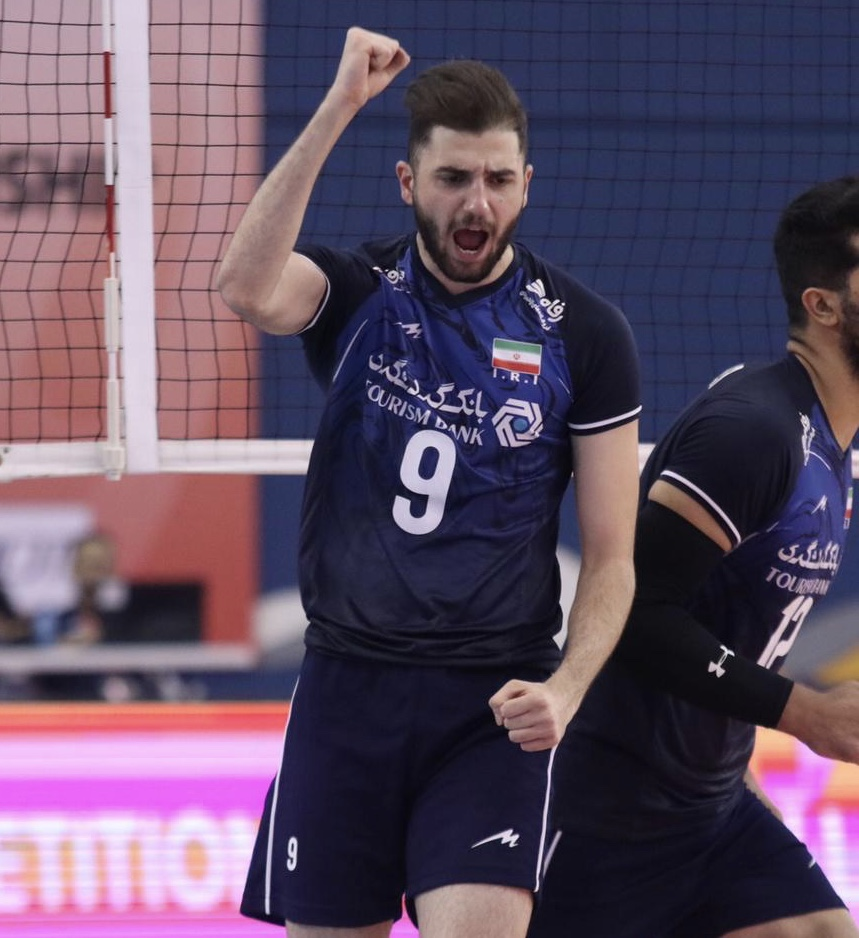
مهران فیض امام‌دوست

- ۲ آذر - مهران فیض امام‌دوست، والیبالیست
- ۲۱ آذر - سامان تورانیان، فوتبالیست
- ۲۹ آذر - امیرمحمد محکم‌کار، فوتبالیست

### دی
- ۳ دی - کوثر اساسه، تکواندوکار
- ۸ دی - حسین فیض، فوتبالیست
- ۱۶ دی - زهرا مغانی، والیبالیست
- ۲۴ دی - میترا اصغرزاده، شطرنج‌باز
- ۱۳ دی - اشکان جعفری، بسکتبالیست

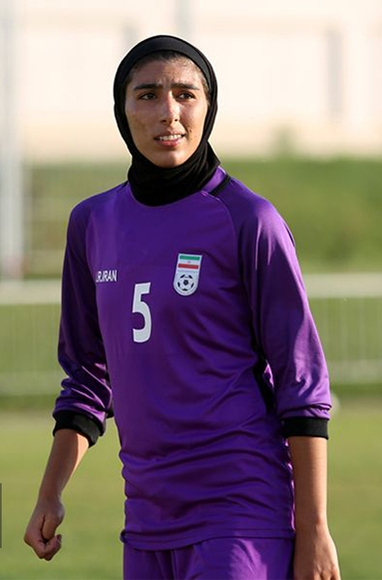
غزاله بنی‌طالبی

- ۲۴ دی - غزاله بنی‌طالبی، فوتبالیست
- ۲۸ دی - امیرحسن جعفری، فوتبالیست

### بهمن
- ۲ بهمن - آرمینا صادقیان، عضو تیم ملی تیراندازی

### اسفند
- ۵ اسفند - حسین نخودکار، فوتبالیست
- ۸ اسفند - یاسین سلمانی، فوتبالیست

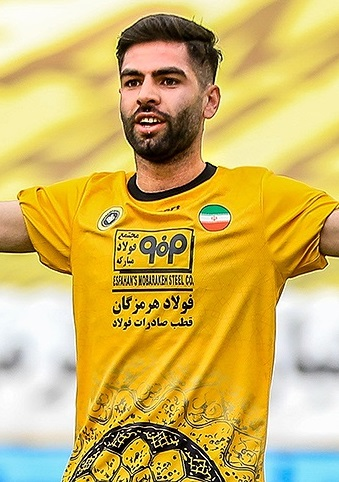
یاسین سلمانی

- ۸ اسفند - پیتر گیرگوریان، بسکتبالیست
- ۲۵ اسفند - یونس اکبرپور، فوتبالیست

## درگذشت‌ها

### بهار
فروردین

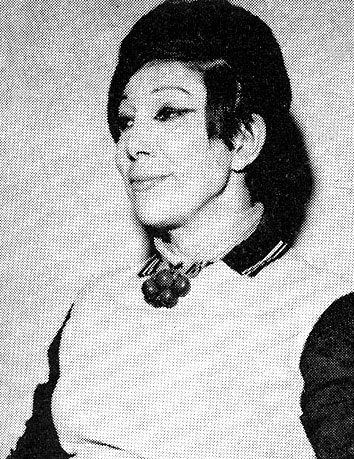
جمیله شیخی

محمدباقر نیو

ژوزف واعظیان

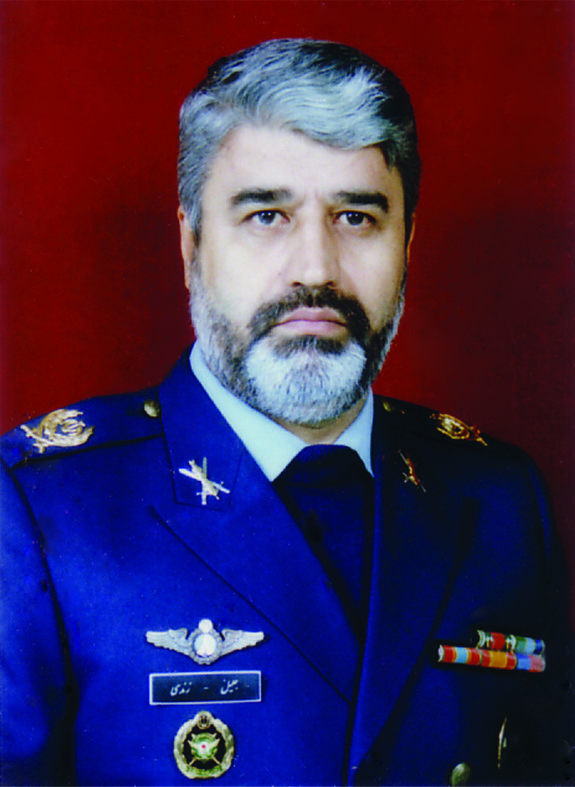
جلیل زندی

- فروردین - محمد دشتی، محقق و نویسنده شیعه (زاده ۱۳۳۰)
- ۶ فروردین - محمدعلی گویا، شاعر و طنز پرداز (زاده ۱۳۱۳)
- ۱۱ فروردین - محمدباقر نیو، بنیان‌گذار صنعت کاشی، نساجی جدید، ضرابخانه و چینی‌سازی در ایران و اولین دانش آموخته مهندسی در ایران (زاده ۱۲۸۸)
- ۱۲ فروردین - سرتیپ دوم جلیل زندی، خلبان (زاده ۱۳۳۰)
- ۲۹ فروردین - عزت‌الله دامادی، سیاستمدار (زاده ۱۳۲۹)

اردیبهشت
- ۷ اردیبهشت - ژوزف واعظیان، تهیه‌کننده، نویسنده و کارگردان تئاتر و سینما (زادهٔ ۱۲۹۷)
- ۲۷ اردیبهشت - اترک طیار، سیاستمدار (زاده ۱۳۳۴)
- ۲۷ اردیبهشت - رحمان دادمان - وزیر راه و ترابری در دولت محمد خاتمی

خرداد
- ۳ خرداد - جمیله شیخی، هنرپیشه (زادهٔ ۱۳۰۹)
- ۱۴ خرداد - صادق احسانبخش، امام جمعه رشت (زاده ۱۳۰۹)
- ۲۰ خرداد - لیلا پهلوی، شاهدخت و پنجمین فرزند محمدرضا پهلوی (زادهٔ ۱۳۴۹)

### تابستان
تیر

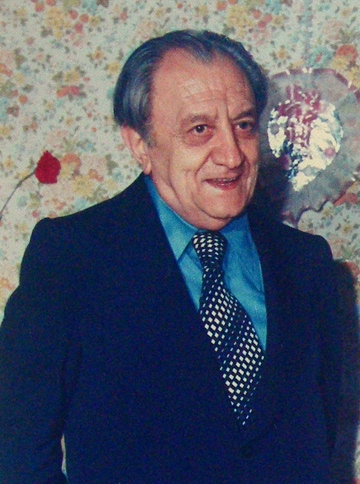
جعفر بدیعی

امیرحسین آریان‌پور

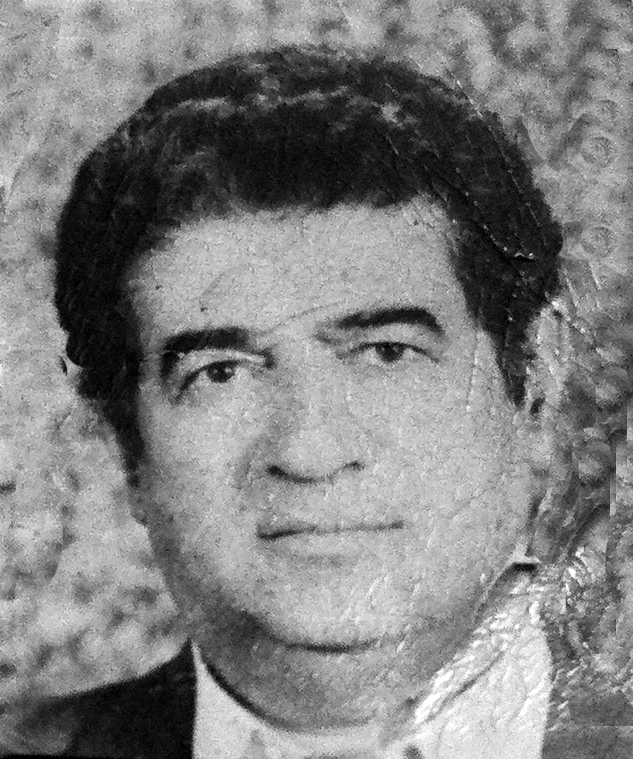
جعفر پورهاشمی

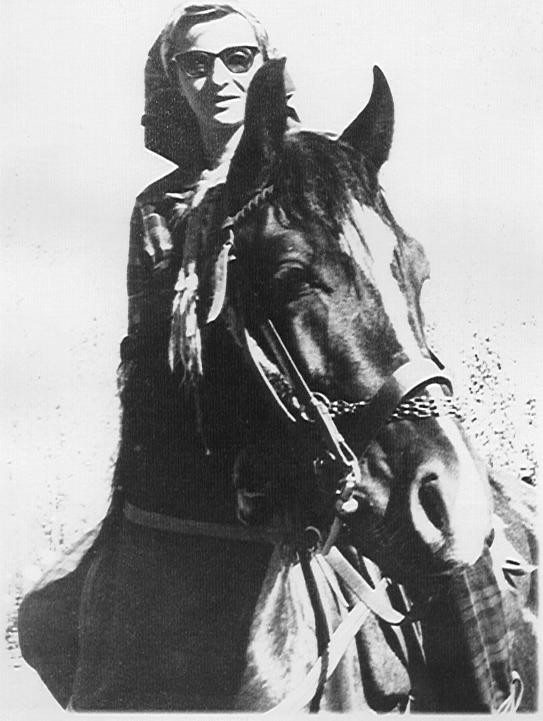
لیلی قراگوزلو

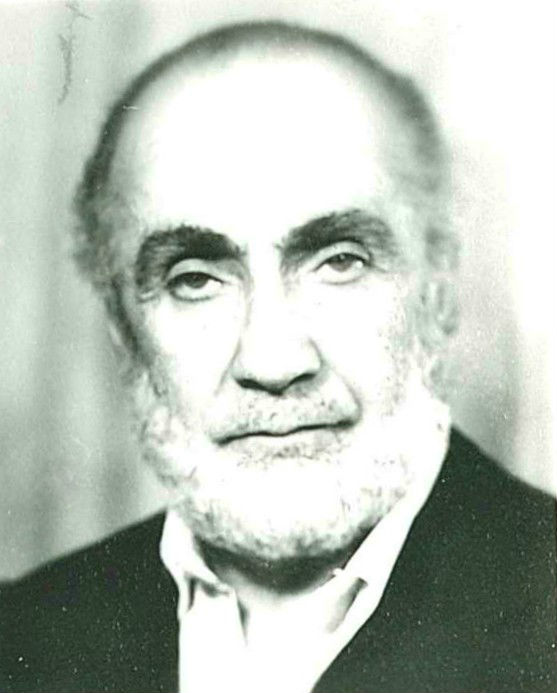
هارون شفیقی

- تیر - محمود پاکزاد، عکاس (زاده ۱۳۰۳)
- ۱۱ تیر - هارون شفیقی، شاعر (زاده ۱۲۹۶)
- ۲۸ تیر - منصور والامقام، بازیگر و دوبلور (زاده ۱۳۱۵)
- ۳۰ تیر - جعفر پورهاشمی، آهنگساز، نوازننده و خواننده (زاده ۱۳۰۵)

مرداد
- ۱ مرداد - جعفر شعار، قرآن پژوه (زاده ۱۳۰۴)
- ۸ مرداد - امیر حسین آریان پور، نویسنده، فرهنگ‌نویس، مترجم و استاد دانشگاه (زادهٔ ۱۳۰۳)
- ۹ مرداد - جعفر بدیعی، روزنامه‌نگار ایرانی و از بنیان‌گذاران مجله کیهان بچه‌ها (زاده ۱۲۹۴)
- ۱۱ مرداد - غلامرضا دادبه، ایرانشناس و موسیقی دان (زاده ۱۲۹۹)
- ۱۹ مرداد - علی‌اصغر عسگریان، کارگردان (زاده ۱۳۲۸)
- ۲۶ مرداد - علی موحدی ساوجی، سیاستمدار (زاده ۱۳۲۲)

شهریور
- ۹ شهریور - اسماعیل صالحی مازندرانی، از مراجعه تقلید شیعه (زاده ۱۳۱۲)
- ۱۱ شهریور - شاپور بخشایی، بازیگر (زاده ۱۳۱۳)
- ۱۸ شهریور - احمد شاه مسعود، رهبر تاجیکان افغانستان (زادهٔ ۱۳۳۲)
- ۲۳ شهریور - لیلی قراگوزلو، پرورش دهنده اسب (زاده ۱۳۰۶)

### پاییز
مهر

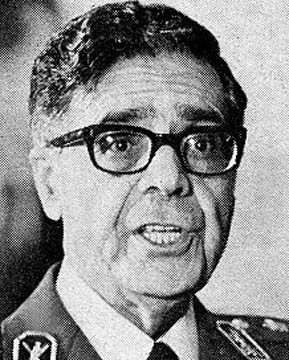
ارتشبد غلامرضا ازهاری

فریدون فروغی

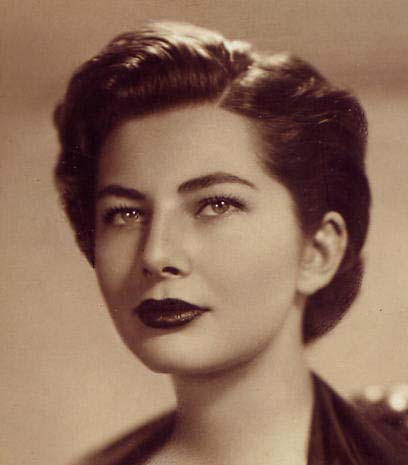
ثریا اسفندیاری

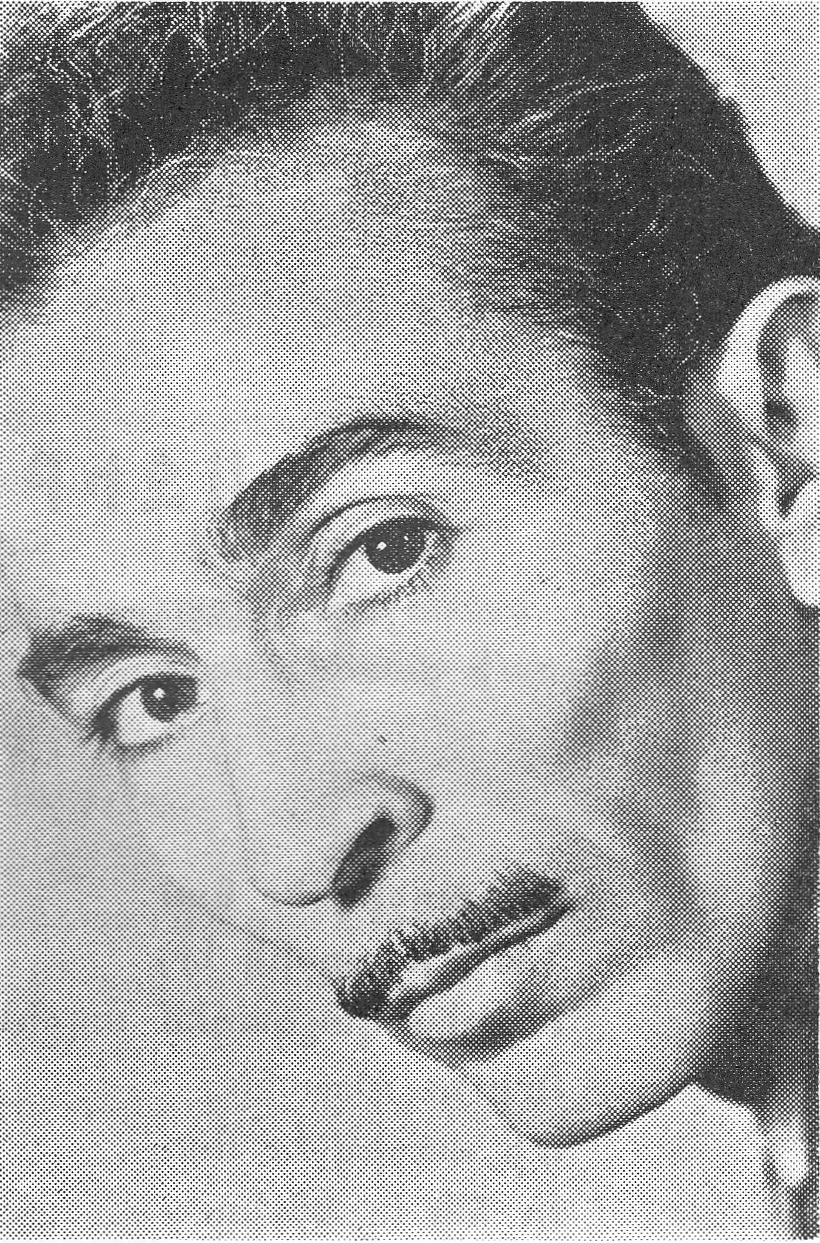
ساموئل خاچیکیان

- ۱۱ مهر - جواد مناقبی، فقیه و استاد فلسفه (زاده ۱۳۱۰)
- ۱۳ مهر - فریدون فروغی، خواننده (زادهٔ ۱۳۲۹)
- ۳۰ مهر - ساموئل خاچیکیان، کارگردان، تدوینگر و آهنگساز ایرانی ارمنی تبار (زاده ۱۳۰۲)

آبان
- آبان - یوسف شریعت‌زاده، معمار (زاده ۱۳۰۹)
- ۳ آبان - ثریا اسفندیاری، ملکه ایران و دومین همسر محمدرضا پهلوی (زادهٔ ۱۳۱۱)
- ۱۴ آبان - ارتشبد غلامرضا ازهاری، نظامی ایرانی و هفتاد و چهارمین نخست وزیر ایران  (زاده ۱۲۹۰).
- ۲۷ آبان - سید خلیل عالی نژاد، عارف، شاعر، آهنگساز، خواننده و نوازنده تار، ستار و دف و از رهبران مذهبی یارسان {ترور} (زادهٔ ۱۳۳۶)

آذر
- آذر - حسن پستا، نویسنده و مترجم (زاده ۱۳۱۲)
- ۶ آذر - فریدون ری‌پور، فیلمبردار (زاده ۱۳۱۷)
- ۲۷ آذر - سید محمد حسینی شیرازی، مرجع تقلید شیعه و برادر سید صادق حسینی شیرازی (زاده ۱۳۰۷)
- ۲۹ آذر - فریدریش لانکامرر، صحاف ایرانی آلمانی تبار (زاده ۱۳۰۲)

### زمستان
دی

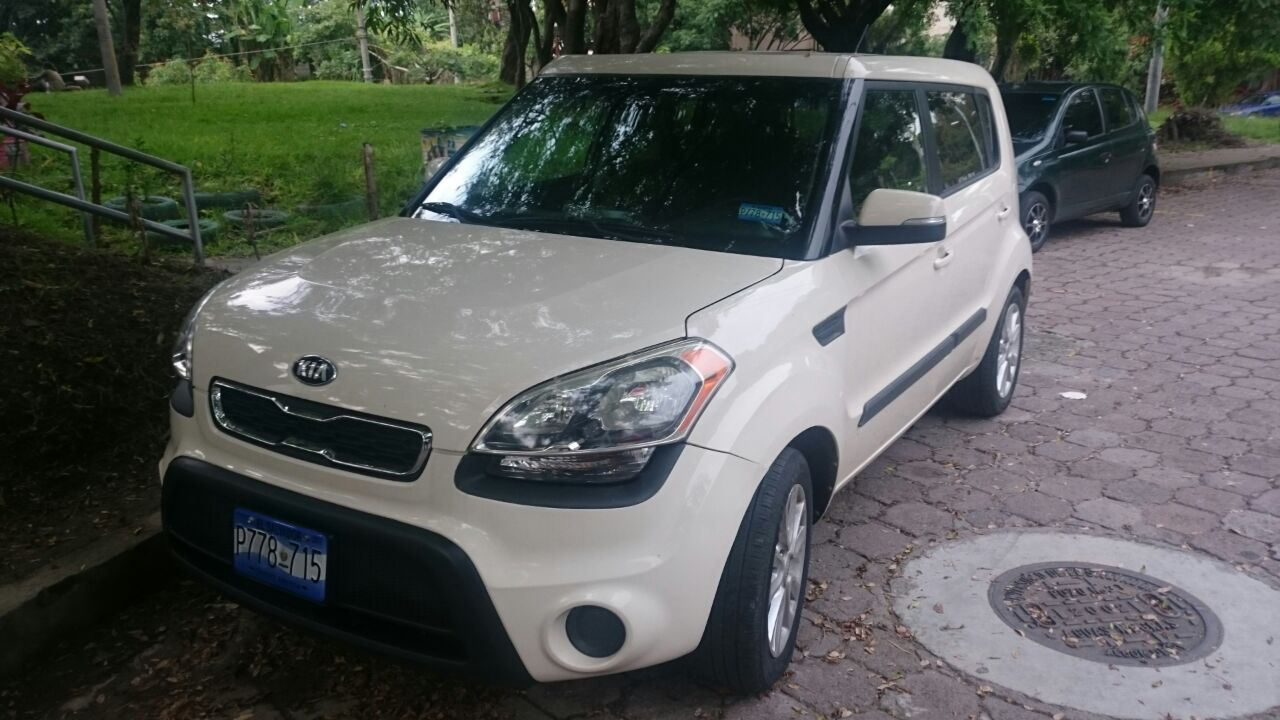
صادق کیا

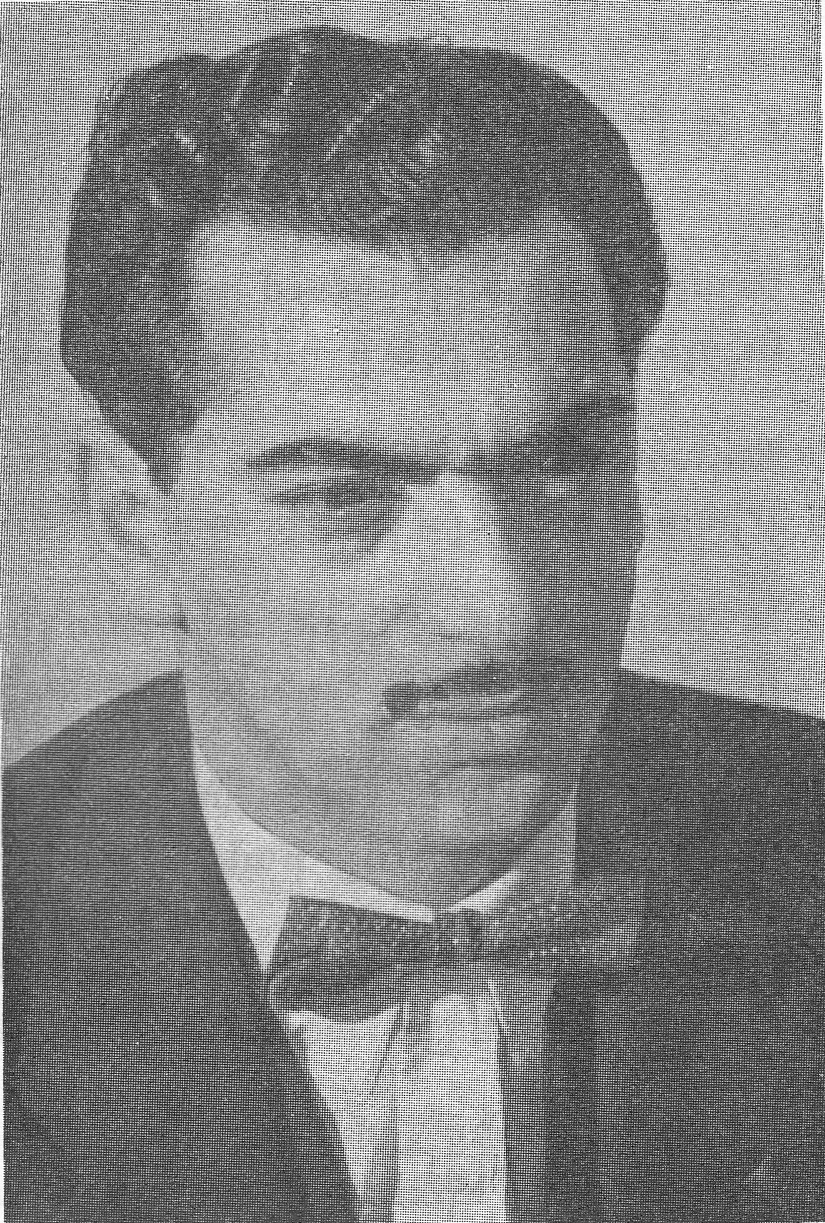
آرشاویر مگردیچ

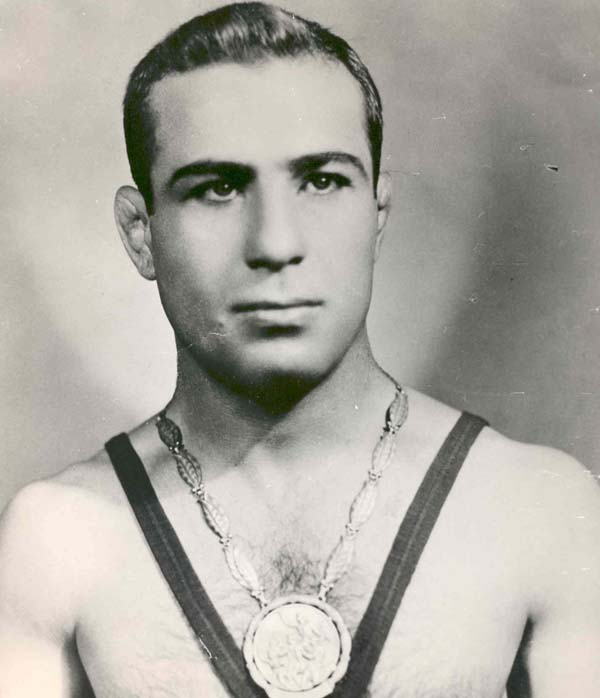
محمد پذیرایی

غلامحسین آهنی

- دی - غلامحسین آهنی، معلم و فیلسوف (زاده ۱۳۰۶)
- دی - سید جواد سعیدی فیروزآبادی، از رجال و صاحب منصبان عصر پهلوی دوم (زاده ۱۲۹۴)

بهمن
- بهمن - جمشید مهرداد، بازیگر (زاده ۱۳۱۱)
- بهمن - آرشاویر مگردیچ، شاعر ایرانی ارمنی تبار (زاده ۱۲۹۲)
- ۱۱ بهمن - اسدالله ملک، موسیقیدان (زادهٔ ۱۳۱۷)
- ۱۶ بهمن - عباس اکرامی، مربی فوتبال، بنیان‌گذار مکتب شاهین و پدر باشگاه‌داری نوین ایران (زاده ۱۲۹۴)

اسفند
- ۱۰ اسفند - دکتر صادق کیا، زبان‌شناس و تاریخ نگار (زاده ۱۲۹۹)
- ۱۸ اسفند - محمد پذیرایی، کشتی گیر فرنگی کار (زاده ۱۳۰۸)